# Chiesa di Santa Maria della Neve (Cutrofiano)
La chiesa di Santa Maria della Neve è la parrocchiale di Cutrofiano, in provincia di Lecce e arcidiocesi di Otranto; fa parte del vicariato di Galatina.

## Storia
L'antica chiesa cutrofianese sorse presumibilmente nel XV secolo, anche se la prima attestazione che ne certifica l'esistenza risale al 1522; questo edificio era caratterizzato,  sulla facciata, dal portale e da un oculo, mentre sulla parete dell'abside si apriva una finestrella, che venne murata nel 1607 come da ordine dell'arcivescovo Lucio de Morra.
Nel Seicento venne edificata una nuova chiesa a tre navate di lunghezza inferiore rispetto al precedente luogo di culto.
Questa struttura, però, alla fine del XIX secolo versava ormai in pessime condizioni; dopo un primo progetto di restauro presentato dall'architetto Giovanni Angelo Maselli nel 1878, due anni dopo si decise di demolirla e ricostruirla ex novo; fu allora incaricato l'ingegnere galatinese Pietro Micheli, i cui disegni vennero approvati dal Genio Civile il 25 maggio 1892. I lavori iniziarono nel 1893, per poi essere portati a compimento nel 1898, con la cerimonia di consegna tenutasi il 29 aprile di quel medesimo anno.
Negli anni settanta la chiesa fu adeguata alle norme postconciliari e nel 1999 venne interessata da un restauro.

## Descrizione

### Esterno
La facciata a salienti della chiesa, rivolta a occidente, è suddivisa da una cornice marcapiano in due registri, entrambi scanditi da lesene; quello inferiore, più largo, presenta i tre portali d'ingresso timpanati e due oculi, mentre quello superiore, affiancato da volute, è caratterizzato da un finestrone e concluso dal frontone di forma triangolare.
Annesso alla parrocchiale è il campanile a base quadrata, la cui cella presenta su ogni lato una monofora a tutto sesto, affiancata da lesene, ed è coronata dalla lanterna, a sua volta coperta dalla cupoletta.

### Interno
L'interno dell'edificio è suddiviso in tre navate da colonne sorreggenti degli archi a tutto sesto, sopra i quali corre la cornice modanata e aggettante su cui si impostano le volte, a stella sulla navata centrale e a vela su quelle laterali; al termine dell'aula si sviluppa il presbiterio, rialzato di due gradini, ospitante l'altare maggiore e chiuso dall'abside.
Qui sono conservate diverse opere di pregio, tra le quali i seicenteschi altari laterali, la pala raffigurante la Vergine col Bambino assieme ai santi Gennaro e Francesco d'Assisi, eseguita da Francesco Solimena, e il Crocifisso, intagliato nel XVIII secolo.